# Немезијан
Марко Аурелије Олимпије Немезијан (лат. Marcus Aurelius Olympius Nemesianus) је био латински песник, по свој прилици пореклом из Африке, из чијег живота је познато свега пар појединости. Стварао је крајем 3. века у време владавине цара Кара и његових синова Карина и Нумеријана. 
Како се дознаје из Царске повести, Немезијан се такмичио у песништву са Нумеријаном, али је побеђен. У истом извору се наводи да је Немезијан био аутор песама о рибарењу, лову и поморству (ἁλιευτικά, κυνηγετικά, ναυτικά, сем ако се не чита ἰξευτικά, јастребарење) и да је однео победе у свим савременим песничким надметањима (omnibus coronis [не ] illustratus emicuit, према умесној исправци француског филолога Исака Касобона). 

## 
Митолошке теме биле су у римској поезији ad nauseam (до презасићености) обрађиване, али је интересовање за стационаран илузорни свет напослетку морало да нестане. Ову презасићеност искористио је картагински песник М. Аурелије Олимпије Немезијан, како би придобио наклоност читалаца за своју ловачку песму. Исти претенциозно набраја традиционалне митолошке теме и признаје да је овде све искоришћено.
| Хексаметар | Латински текст | Српски превод                                        |
| ---------- | -------------- | ---------------------------------------------------- |
| 46         | ,              | мноштво великих песника већ је заокупило ове ствари, |
| 47         |                | а свака прича из старог времена је позната           |

Овим офуцаним темама жели да супротстави слике из свежег ловачког живота. Песник, међутим, смера још више. Његов поглед преусмерава се чежњиво са Картагине на Рим. Песник-аматер Нумеријан постао је цар заједно са својим братом Карином, а поезија прослављеног Немезијана без сумње је већ привукла Нумеријанову пажњу и подстакла га на имитирање. Немезијан се сад обраћа царевим синовима, Карину и Нумеријану, и обећава им да ће им видети „свето лице“, чим му то буде одобрено, да ће им представити песму о њиховим јуначким делима.
Затим прелази на своју тему. Међутим, прво шта песник износи пред читаоца јесте још једна отрцана фигура, тј. Феба коју исти на уобичајени начин описује и призива. Уобичајени песнички апарат био је толико снажан да га се и сâм песник који критикује митолошке играрије није могао ослободити. Најзад са 103. стихом почиње излагање праве теме; прва материја која се обрађује јесте гајење ловачких паса; разматрају се узгојни преглед (селекција), исхрана, дресура, болести, расе. Затим долазе на ред ловачки коњи, њихове особине и нега; последњи предмет разматрања јесу ловачки алат, мреже, клопке, птичја перад. После ових припрема лов би требало да почне, али се са 325. хексаметром песма прекида. Преостали део је изгубљен услед тога што су се од праобрасца (архетипа) одвојиле поједине странице.
Песма је написана са смислом за форму, али у основи узев она је не много више од верзификоване прозе (проза у стиховима). Из ње не продире светлосни зрак поезије. Када песник, како би дочарао брзину ловачког коња, пореди истог са трачким Борејом, делује потпуно комично. Таквим се посебно чини када реченици да се описаним коњима и у ислуженој доби не губи младалачка жар придодаје стихове пуне заноса.
| Хексаметар | Латински текст | Српски превод                                           |
| ---------- | -------------- | ------------------------------------------------------- |
| 281        | ,              | јер која год врлина да је заблистала са правим годинама |
| 282        |                | није прво клонула услед [старости] духа него тела       |

Својој дикцији он неколико пута заогрће архаично рухо. Тако се у 264. хексаметру може наћи ollis, а у 317. mage. То, међутим, не ремети његов говор, који је иначе чист и показује последице Вергилијевог стила. 
Сведочанство о постојању песама. Vopisc. Numer. 11, 2: (Numerianus) cum Olympio Nemesiano contendit, qui ἁλιευτικά, κυνηγετικά et ναυτικά scripsit quique (место inque) omnibus colonis (место coronis) inlustratus emicuit. Овде се помиње Cynegetica, док ἁλιευτικά и ναυτικά нису сачуване. Место читања ναυτικά, Бернхарди је претпостављао да треба читати ἰξευτικά (тј. јастребарство), а Беренс Pontica, али без ваљане основе. Bucolica није наведена, јер је скриптор хтео да изнесе на видело само најзначајније Немезијанове песме. Уколико није све обманљиво, чини се да Немезијан овим стиховима суптилно указује на ове песме.
| Хексаметар | Латински текст | Српски превод                                                                |
| ---------- | -------------- | ---------------------------------------------------------------------------- |
| 58         | ,              | по вољи ми је за такво [књижевно] дело да запловим,                          |
| 59         |                | док невелика лађа, свикнута да плови уз оближње обале                        |
| 60         |                | и веслима препловљава сигурне заливе,                                        |
| 61         |                | сада први пут препушта једра јужним ветровима и напушта поуздано пристаниште |
| 62         |                | и усуђује се да искуша јадранске буре.                                       |

Очигледно наведен поморском метафориком, Раул Вердијер (фр. Raoul Verdière) у овим стиховима види „une allusion à la mise en chantier des Nautica“. Међутим, главна реченица (talique placet dare lintea curae) која претходи периоду (реченичном склопу) искључује такво тумачење које је стварно апсурдно. Консекутивна зависна реченица уведена везником dum, у индикативу презента, а која према томе означава истовремену радњу јасно ставља до знања да дело са којим се Немезијан одважава по први пут сад (nunc primum) на олујно море није ниједно друго дело до само поучна песма о лову. Ко је и мало упознат са римском поезијом зна да се у случају поморске метафорике ради о добро познатом топосу (мотиву). Римски песници имали су обичај да упоређују пловидбу са израдом књижевног дела. Стихотворити се каже раширити једра, запловити (vela dare, Verg. Georg. II 41). На крају дела једра бивају подвезивана (vela trahere, исто IV 117). 
Идеја да песник са својим делом заплови на отворено и опасно море — која је спроведена у споредној реченици уведеној везником dum — инспирисана је, како је приметио Фридрих Фолмер, једним местом из Стацијеве песничке посланице упућене Викторију Марцелу.
Већ дуго ме на ово подстиче страст, а одвраћа страх.

Хоће л’ ми се под овим бременом одржати плећа,

ил’ ће ми услед велике тежине клонути врат?

Реци ми, Марцеле, хоћу л’ ја моћи то поднети?

Ил’ мислиш да моја лађа, свикнута на мање валове,

није још поуздана за опасности Јонског мора?
Време настанка. Terminus ante quem је година 284, јер су почетком септембра исте настрадали Нумеријан и Карин. Cynegetica мора да је написана пре септембра 284. Terminus post quem је смрт оца обојице царева, Кара, који је умро децембра 283. 
Место настанка. Песма је састављена изван Рима. Стих „пространа земља налази се преко пута стрмих врхова Калпе“ (ampla iacet trans ardua Calpes culmina) који се односи на Шпанију указује на то да је песник писао из угла житеља Африке. 